# Biblioteca do Museu Imperial
A Biblioteca do Museu Imperial é uma biblioteca especializada em história, principalmente história do Brasil imperial. O acervo é constituídio através de permuta, doação e compra. Seu acervo atual conta com 55 mil títulos em seis grandes coleções — Obras raras, Coleção Lourenço Luiz Lacombe, Coleção Pedro Karp Vasquez, Acervo Geral (25 mil obras) e Obras de referência. A obra mais antiga data de 1567. Os guias de viagens a Petrópolis, feitas por autores como Henri Revert Klumb (1872), José Carlos Cardoso Tinoco (1875), Tomás Cameron (1885), Carlos Augusto Taunay (1862), entre outros. Possui também em seu acervo partituras de Marcos Portugal, uma coleção de ex-libris. Funciona entre 13h30min até 17h30min, de segunda à sexta-feira.